# Warren Bryant (giocatore di football americano)
Warren Bryant (Miami, 11 novembre 1955 – Smyrna, 10 ottobre 2021) è stato un giocatore di football americano statunitense che ha militato nel ruolo di offensive tackle nella National Football League (NFL).

## Carriera
Al college Bryant giocò a football all'Università del Kentucky, venendo premiato come All-American. Fu scelto come sesto assoluto nel Draft NFL 1977 dagli Atlanta Falcons. Dopo la sua prima stagione fu inserito nella formazione ideale dei rookie dalla Pro Football Writers of America. Divenne presto uno dei giocatori preferiti dai tifosi, rimanendo con i Falcons fino alla prima parte della stagione 1984, dopo di che passò ai Los Angeles Raiders, dove chiuse l'annata e la carriera.

## Palmarès
- All-Rookie Team - 1977